# Saison 2020-2021 des Warriors de Golden State
La saison 2020-2021 des Warriors de Golden State est la 75e saison de la franchise en NBA et la 59e dans la région de la baie de San Francisco.
À l'aube de la saison régulière, Klay Thompson se rompt le tendon d'Achille, ce qui l'empêche de prendre part à la saison 2020-2021. La franchise fait alors l'acquisition de Kelly Oubre, Kent Bazemore et Brad Wanamaker pour pallier le secteur extérieur.
Sur cette saison, Stephen Curry est devenu le meilleur marqueur de l'histoire de la franchise, dépassant Wilt Chamberlain, avec 17 784 points en carrière dans la franchise. Il est également devenu le second meilleur marqueur à 3 points de l'histoire, avec 2 562 tirs primés, dépassant Reggie Miller. Curry finit la saison avec le titre de meilleur marqueur de la saison régulière. Il est nommé au NBA All-Star Game 2021 et au sein de la All-NBA First Team.
Le 10 mai 2021, les Warriors se qualifient pour le play-in tournament. Le 21 mai 2021, après leur défaite contre les Grizzlies de Memphis en play-in pour la 8e place de la conférence Ouest, les Warriors sont éliminés de la course aux playoffs et terminent à la 9e place de la conférence.

## Draft
| Tour | Choix | Joueur           | Poste | Nationalité | Provenance            |
| ---- | ----- | ---------------- | ----- | ----------- | --------------------- |
| 1    | 2     | James Wiseman    | C     | États-Unis  | Tigers de Memphis     |
| 2    | 48    | Nico Mannion     | PG    | Italie      | Wildcats de l'Arizona |
| 2    | 51    | Justinian Jessup | SG    | États-Unis  | Illawarra Hawks       |

## Matchs

### Pré-saison
| Pré-saison Total: 2-1 (Domicile : 1-0; Extérieur : 1-1) |

| Match | Date match  | Équipe       | Score     | Meilleur marqueur  | Meilleur rebondeur   | Meilleur passeur   | Lieux           | Série |
| ----- | ----------- | ------------ | --------- | ------------------ | -------------------- | ------------------ | --------------- | ----- |
| 1     | 12 décembre | Denver       | V 107-105 | Kent Bazemore (13) | Eric Paschall (7)    | Quatre joueurs (3) | Chase Center    | 1 - 0 |
| 2     | 15 décembre | @ Sacramento | D 113-114 | Kent Bazemore (13) | Stephen Curry (29)   | Quatre joueurs (4) | Golden 1 Center | 1 - 1 |
| 3     | 17 décembre | @ Sacramento | V 113-105 | Stephen Curry (29) | Marquese Chriss (12) | Trois joueurs (3)  | Golden 1 Center | 2 - 1 |

### Saison régulière
| Saison régulière Total: 39-33 (Domicile : 25-11; Extérieur : 14-22) |

| Match | Date match  | Équipe      | Score     | Meilleur marqueur  | Meilleur rebondeur  | Meilleur passeur   | Lieux                | Série |
| ----- | ----------- | ----------- | --------- | ------------------ | ------------------- | ------------------ | -------------------- | ----- |
| 1     | 22 décembre | @ Brooklyn  | D 99-125  | Stephen Curry (20) | Marquese Chriss (8) | Stephen Curry (10) | Barclays Center      | 0 - 1 |
| 2     | 25 décembre | @ Milwaukee | D 99-138  | Stephen Curry (19) | James Wiseman (8)   | Stephen Curry (6)  | Fiserv Forum         | 0 - 2 |
| 3     | 27 décembre | @ Chicago   | V 129-128 | Stephen Curry (36) | Kelly Oubre (11)    | Stephen Curry (6)  | United Center        | 1 - 2 |
| 4     | 29 décembre | @ Détroit   | V 116-106 | Stephen Curry (31) | Andrew Wiggins (7)  | Stephen Curry (6)  | Little Caesars Arena | 2 - 2 |

| Match                                                                                      | Date match  | Équipe        | Score     | Meilleur marqueur      | Meilleur rebondeur  | Meilleur passeur     | Lieux                   | Série  |
| ------------------------------------------------------------------------------------------ | ----------- | ------------- | --------- | ---------------------- | ------------------- | -------------------- | ----------------------- | ------ |
| 5                                                                                          | 1er janvier | Portland      | D 98-123  | Stephen Curry (26)     | Stephen Curry (8)   | Stephen Curry (5)    | Chase Center            | 2 - 3  |
| 6                                                                                          | 3 janvier   | Portland      | V 137-122 | Stephen Curry (62)     | James Wiseman (11)  | Draymond Green (8)   | Chase Center            | 3 - 3  |
| 7                                                                                          | 4 janvier   | Sacramento    | V 137-106 | Stephen Curry (30)     | Stephen Curry (9)   | Stephen Curry (8)    | Chase Center            | 4 - 3  |
| 8                                                                                          | 6 janvier   | L.A. Clippers | D 101-108 | Paschall, Wiggins (19) | Draymond Green (6)  | Draymond Green (6)   | Chase Center            | 4 - 4  |
| 9                                                                                          | 8 janvier   | L.A. Clippers | V 115-105 | Stephen Curry (38)     | Quatre joueurs (6)  | Stephen Curry (11)   | Chase Center            | 5 - 4  |
| 10                                                                                         | 10 janvier  | Toronto       | V 106-105 | Andrew Wiggins (17)    | Curry, Green (9)    | Draymond Green (10)  | Chase Center            | 6 - 4  |
| 11                                                                                         | 12 janvier  | Indiana       | D 95-104  | Andrew Wiggins (22)    | Looney, Wiseman (9) | Draymond Green (10)  | Chase Center            | 6 - 5  |
| 12                                                                                         | 14 janvier  | @ Denver      | D 104-114 | Stephen Curry (35)     | Stephen Curry (11)  | Draymond Green (7)   | Ball Arena              | 6 - 6  |
| -                                                                                          | 15 janvier  | @ Phoenix     | Reporté*  | Reporté*               | Reporté*            | Reporté*             | PHX Arena               | -      |
| 13                                                                                         | 18 janvier  | @ L.A. Lakers | V 115-113 | Stephen Curry (26)     | Draymond Green (8)  | Draymond Green (9)   | Staples Center          | 7 - 6  |
| 14                                                                                         | 20 janvier  | San Antonio   | V 121-99  | Stephen Curry (26)     | Stephen Curry (11)  | Stephen Curry (7)    | Chase Center            | 8 - 6  |
| 15                                                                                         | 21 janvier  | New York      | D 104-119 | Stephen Curry (30)     | Andrew Wiggins (9)  | Draymond Green (8)   | Chase Center            | 8 - 7  |
| 16                                                                                         | 23 janvier  | @ Utah        | D 108-127 | Stephen Curry (24)     | Stephen Curry (7)   | Stephen Curry (7)    | Vivint Smart Home Arena | 8 - 8  |
| 17                                                                                         | 25 janvier  | Minnesota     | V 130-108 | Stephen Curry (36)     | Trois joueurs (6)   | Trois joueurs (4)    | Chase Center            | 9 - 8  |
| 18                                                                                         | 27 janvier  | Minnesota     | V 123-111 | James Wiseman (25)     | Kevon Looney (10)   | Curry, Green (8)     | Chase Center            | 10 - 8 |
| 19                                                                                         | 28 janvier  | @ Phoenix     | D 93-114  | Stephen Curry (27)     | Lee, Wiseman (6)    | Draymond Green (6)   | PHX Arena               | 10 - 9 |
| 20                                                                                         | 30 janvier  | Détroit       | V 118-91  | Stephen Curry (28)     | James Wiseman (9)   | Curry, Wanamaker (7) | Chase Center            | 11 - 9 |
| * Le match a été reporté à la suite du protocole sanitaire de la ligue contre la covid-19. |             |               |           |                        |                     |                      |                         |        |

| Match | Date match | Équipe        | Score          | Meilleur marqueur  | Meilleur rebondeur          | Meilleur passeur      | Lieux                    | Série   |
| ----- | ---------- | ------------- | -------------- | ------------------ | --------------------------- | --------------------- | ------------------------ | ------- |
| 21    | 2 février  | Boston        | D 107-111      | Stephen Curry (38) | Curry, Green (11)           | Stephen Curry (8)     | Chase Center             | 11 - 10 |
| 22    | 4 février  | @ Dallas      | V 147-116      | Kelly Oubre (40)   | Oubre, Toscano-Anderson (8) | Draymond Green (15)   | American Airlines Center | 12 - 10 |
| 23    | 6 février  | @ Dallas      | D 132-134      | Stephen Curry (57) | Juan Toscano-Anderson (10)  | Draymond Green (15)   | American Airlines Center | 12 - 11 |
| 24    | 8 février  | @ San Antonio | D 100-105      | Stephen Curry (32) | Juan Toscano-Anderson (11)  | Draymond Green (10)   | AT&T Center              | 12 - 12 |
| 25    | 9 février  | @ San Antonio | V 114-91       | Stephen Curry (32) | Kelly Oubre (10)            | Draymond Green (11)   | AT&T Center              | 13 - 12 |
| 26    | 11 février | Orlando       | V 111-105      | Stephen Curry (40) | Kelly Oubre (10)            | Draymond Green (11)   | Chase Center             | 14 - 12 |
| 27    | 13 février | Brooklyn      | D 117-134      | Stephen Curry (27) | Kelly Oubre (10)            | Draymond Green (8)    | Chase Center             | 14 - 13 |
| 28    | 15 février | Cleveland     | V 129-98       | Stephen Curry (36) | Green, Paschall (8)         | Draymond Green (16)   | Chase Center             | 15 - 13 |
| 29    | 17 février | Miami         | V 120-112 (OT) | Kent Bazemore (26) | Trois joueurs (8)           | Stephen Curry (11)    | Chase Center             | 16 - 13 |
| 30    | 19 février | @ Orlando     | D 120-124      | Stephen Curry (29) | Curry, Oubre (7)            | Stephen Curry (11)    | Amway Center             | 16 - 14 |
| 31    | 20 février | @ Charlotte   | D 100-102      | Kelly Oubre (25)   | Draymond Green (7)          | Bradley Wanamaker (5) | Spectrum Center          | 16 - 15 |
| 32    | 23 février | @ New York    | V 114-106      | Stephen Curry (37) | Draymond Green (9)          | Draymond Green (12)   | Madison Square Garden    | 17 - 15 |
| 33    | 24 février | @ Indiana     | V 111-107      | Stephen Curry (24) | Draymond Green (9)          | Draymond Green (11)   | Bankers Life Fieldhouse  | 18 - 15 |
| 34    | 26 février | Charlotte     | V 130-121      | Stephen Curry (29) | Draymond Green (12)         | Draymond Green (19)   | Chase Center             | 19 - 15 |
| 35    | 28 février | @ L.A. Lakers | D 91-117       | Eric Paschall (18) | James Wiseman (8)           | Stephen Curry (7)     | Staples Center           | 19 - 16 |

| Match                  | Date match | Équipe          | Score     | Meilleur marqueur   | Meilleur rebondeur  | Meilleur passeur          | Lieux           | Série   |
| ---------------------- | ---------- | --------------- | --------- | ------------------- | ------------------- | ------------------------- | --------------- | ------- |
| 36                     | 3 mars     | @ Portland      | D 106-108 | Stephen Curry (35)  | Draymond Green (9)  | Draymond Green (12)       | Moda Center     | 19 - 17 |
| 37                     | 4 mars     | @ Phoenix       | D 98-120  | Jordan Poole (26)   | James Wiseman (11)  | Nico Mannion (6)          | PHX Arena       | 19 - 18 |
| NBA All-Star Game 2021 |            |                 |           |                     |                     |                           |                 |         |
| 38                     | 11 mars    | @ L.A. Clippers | D 104-130 | Oubre, Wiggins (15) | Andrew Wiggins (8)  | Jordan Poole (4)          | Staples Center  | 19 - 19 |
| 39                     | 14 mars    | Utah            | V 131-119 | Stephen Curry (32)  | Draymond Green (12) | Draymond Green (12)       | Chase Center    | 20 - 19 |
| 40                     | 15 mars    | L.A. Lakers     | D 97-128  | Stephen Curry (27)  | James Wiseman (8)   | Draymond Green (7)        | Chase Center    | 20 - 20 |
| 41                     | 17 mars    | @ Houston       | V 108-94  | Jordan Poole (23)   | Draymond Green (12) | Draymond Green (10)       | Toyota Center   | 21 - 20 |
| 42                     | 19 mars    | @ Memphis       | V 116-103 | Andrew Wiggins (40) | Draymond Green (11) | Draymond Green (13)       | FedExForum      | 22 - 20 |
| 43                     | 20 mars    | @ Memphis       | D 103-111 | Jordan Poole (26)   | Andrew Wiggins (9)  | Juan Toscano-Anderson (6) | FedExForum      | 22 - 21 |
| 44                     | 23 mars    | Philadelphie    | D 98-108  | Kelly Oubre (24)    | Kelly Oubre (10)    | Green, Mannion (6)        | Chase Center    | 22 - 22 |
| 45                     | 25 mars    | @ Sacramento    | D 119-141 | Andrew Wiggins (26) | Andrew Wiggins (10) | Jordan Poole (5)          | Golden 1 Center | 22 - 23 |
| 46                     | 26 mars    | Atlanta         | D 108-124 | Andrew Wiggins (29) | Andrew Wiggins (7)  | Draymond Green (9)        | Chase Center    | 22 - 24 |
| 47                     | 29 mars    | Chicago         | V 116-102 | Stephen Curry (32)  | Kelly Oubre (11)    | Draymond Green (9)        | Chase Center    | 23 - 24 |

| Match | Date match | Équipe          | Score     | Meilleur marqueur   | Meilleur rebondeur  | Meilleur passeur     | Lieux                      | Série   |
| ----- | ---------- | --------------- | --------- | ------------------- | ------------------- | -------------------- | -------------------------- | ------- |
| 48    | 1er avril  | @ Miami         | D 109-116 | Stephen Curry (36)  | Stephen Curry (11)  | Draymond Green (8)   | American Airlines Arena    | 23 - 25 |
| 49    | 2 avril    | @ Toronto       | D 77-130  | Andrew Wiggins (15) | Kelly Oubre (7)     | Nico Mannion (4)     | Amalie Arena               | 23 - 26 |
| 50    | 4 avril    | @ Atlanta       | D 111-117 | Stephen Curry (37)  | Kelly Oubre (11)    | Draymond Green (11)  | State Farm Arena           | 23 - 27 |
| 51    | 6 avril    | Milwaukee       | V 122-121 | Stephen Curry (41)  | James Wiseman (10)  | Draymond Green (8)   | Chase Center               | 24 - 27 |
| 52    | 9 avril    | Washington      | D 107-110 | Stephen Curry (32)  | Andrew Wiggins (7)  | Draymond Green (8)   | Chase Center               | 24 - 28 |
| 53    | 10 avril   | Houston         | V 125-109 | Stephen Curry (38)  | Stephen Curry (8)   | Draymond Green (7)   | Chase Center               | 25 - 28 |
| 54    | 12 avril   | Denver          | V 116-107 | Stephen Curry (53)  | Kevon Looney (11)   | Draymond Green (7)   | Chase Center               | 26 - 28 |
| 55    | 14 avril   | @ Oklahoma City | V 147-109 | Stephen Curry (42)  | Draymond Green (10) | Draymond Green (16)  | Chesapeake Energy Arena    | 27 - 28 |
| 56    | 15 avril   | @ Cleveland     | V 119-101 | Stephen Curry (33)  | Green, Looney (10)  | Draymond Green (8)   | Rocket Mortgage FieldHouse | 28 - 28 |
| 57    | 17 avril   | @ Boston        | D 114-119 | Stephen Curry (47)  | Kevon Looney (9)    | Draymond Green (10)  | TD Garden                  | 28 - 29 |
| 58    | 19 avril   | @ Philadelphie  | V 107-96  | Stephen Curry (49)  | Kevon Looney (15)   | Draymond Green (6)   | Wells Fargo Center         | 29 - 29 |
| 59    | 21 avril   | @ Washington    | D 114-118 | Kelly Oubre (24)    | Bazemore, Oubre (9) | Curry, Green (8)     | Capital One Arena          | 29 - 30 |
| 60    | 23 avril   | Denver          | V 118-97  | Stephen Curry (32)  | Draymond Green (12) | Draymond Green (19)  | Chase Center               | 30 - 30 |
| 61    | 25 avril   | Sacramento      | V 117-113 | Stephen Curry (37)  | Draymond Green (14) | Draymond Green (13)  | Chase Center               | 31 - 30 |
| 62    | 27 avril   | Dallas          | D 103-133 | Stephen Curry (27)  | Draymond Green (11) | Mannion, Wiggins (5) | Chase Center               | 31 - 31 |
| 63    | 29 avril   | @ Minnesota     | D 114-126 | Stephen Curry (37)  | Kent Bazemore (10)  | Stephen Curry (8)    | Target Center              | 31 - 32 |

| Match | Date match | Équipe                | Score     | Meilleur marqueur   | Meilleur rebondeur        | Meilleur passeur          | Lieux                | Série   |
| ----- | ---------- | --------------------- | --------- | ------------------- | ------------------------- | ------------------------- | -------------------- | ------- |
| 64    | 1er mai    | @ Houston             | V 113-87  | Stephen Curry (30)  | Draymond Green (11)       | Draymond Green (8)        | Toyota Center        | 32 - 32 |
| 65    | 3 mai      | @ La Nouvelle-Orléans | V 123-108 | Stephen Curry (41)  | Draymond Green (13)       | Draymond Green (15)       | Smoothie King Center | 33 - 32 |
| 66    | 4 mai      | @ La Nouvelle-Orléans | D 103-108 | Stephen Curry (37)  | Draymond Green (12)       | Draymond Green (9)        | Smoothie King Center | 33 - 33 |
| 67    | 6 mai      | Oklahoma City         | V 118-97  | Stephen Curry (34)  | Kevon Looney (10)         | Draymond Green (9)        | Chase Center         | 34 - 33 |
| 68    | 8 mai      | Oklahoma City         | V 136-97  | Stephen Curry (49)  | Kevon Looney (12)         | Draymond Green (13)       | Chase Center         | 35 - 33 |
| 69    | 10 mai     | Utah                  | V 119-116 | Stephen Curry (36)  | Kevon Looney (13)         | Draymond Green (10)       | Chase Center         | 36 - 33 |
| 70    | 11 mai     | Phoenix               | V 122-116 | Andrew Wiggins (38) | Draymond Green (10)       | Draymond Green (11)       | Chase Center         | 37 - 33 |
| 71    | 14 mai     | La Nouvelle-Orléans   | V 125-122 | Jordan Poole (38)   | Juan Toscano-Anderson (9) | Juan Toscano-Anderson (9) | Chase Center         | 38 - 33 |
| 72    | 16 mai     | Memphis               | V 113-101 | Stephen Curry (46)  | Kevon Looney (11)         | Curry, Green (9)          | Chase Center         | 39 - 33 |

### Play-in tournament
| Play-in Total: 0-2 (Domicile : 0-1; Extérieur : 0-1) |

| Match | Date match | Équipe        | Score     | Meilleur marqueur  | Meilleur rebondeur | Meilleur passeur   | Lieux          | Série |
| ----- | ---------- | ------------- | --------- | ------------------ | ------------------ | ------------------ | -------------- | ----- |
| 1     | 19 mai     | @ L.A. Lakers | D 100-103 | Stephen Curry (37) | Kevon Looney (13)  | Draymond Green (8) | Staples Center | 0 - 1 |

| Match | Date match | Équipe  | Score          | Meilleur marqueur  | Meilleur rebondeur  | Meilleur passeur    | Lieux        | Série |
| ----- | ---------- | ------- | -------------- | ------------------ | ------------------- | ------------------- | ------------ | ----- |
| 1     | 21 mai     | Memphis | D 112-117 (OT) | Stephen Curry (39) | Draymond Green (16) | Draymond Green (10) | Chase Center | 0 - 1 |

### Confrontations en saison régulière
| Conférence Est      | Conférence Est                              | Conférence Est                              | Conférence Ouest                            | Conférence Ouest                            | Conférence Ouest                            | Conférence Ouest                            | Conférence Ouest                            |
| Division Atlantique | Division Atlantique                         | Division Atlantique                         | Division Nord-Ouest                         | Division Nord-Ouest                         | Division Nord-Ouest                         | Division Nord-Ouest                         | Division Nord-Ouest                         |
| Équipe              | Domicile                                    | Extérieur                                   | Équipe                                      | Domicile                                    | Domicile                                    | Extérieur                                   | Extérieur                                   |
| ------------------- | ------------------------------------------- | ------------------------------------------- | ------------------------------------------- | ------------------------------------------- | ------------------------------------------- | ------------------------------------------- | ------------------------------------------- |
| Boston              | 107-111                                     | 114-119                                     | Denver                                      | 116-107                                     | 118-97                                      | 104-114                                     |                                             |
| Brooklyn            | 117-134                                     | 99-125                                      | Minnesota                                   | 130-108                                     | 123-111                                     | 114-126                                     |                                             |
| New York            | 104-119                                     | 114-106                                     | Oklahoma City                               | 118-97                                      | 136-97                                      | 147-109                                     |                                             |
| Philadelphie        | 98-108                                      | 107-96                                      | Portland                                    | 98-123                                      | 137-122                                     | 106-108                                     |                                             |
| Toronto             | 106-105                                     | 77-130                                      | Utah                                        | 131-119                                     | 119-116                                     | 108-127                                     |                                             |
|                     | 1-4                                         | 2-3                                         |                                             | 9-1                                         | 9-1                                         | 1-4                                         | 1-4                                         |
| Division            | 3-7                                         | 3-7                                         | Division                                    | 10-5                                        | 10-5                                        | 10-5                                        | 10-5                                        |
| Division Centrale   | Division Centrale                           | Division Centrale                           | Division Pacifique                          | Division Pacifique                          | Division Pacifique                          | Division Pacifique                          | Division Pacifique                          |
| Équipe              | Domicile                                    | Extérieur                                   | Équipe                                      | Domicile                                    | Domicile                                    | Extérieur                                   | Extérieur                                   |
| Chicago             | 116-102                                     | 129-128                                     |                                             |                                             |                                             |                                             |                                             |
| Cleveland           | 129-98                                      | 119-101                                     | L.A. Clippers                               | 101-108                                     | 115-105                                     | 104-130                                     |                                             |
| Detroit             | 118-91                                      | 116-106                                     | L.A. Lakers                                 | 97-128                                      |                                             | 115-113                                     | 91-117                                      |
| Indiana             | 95-104                                      | 111-107                                     | Phoenix                                     | 122-116                                     |                                             | 93-114                                      | 98-120                                      |
| Milwaukee           | 122-121                                     | 99-138                                      | Sacramento                                  | 137-106                                     | 117-113                                     | 119-141                                     |                                             |
|                     | 4-1                                         | 4-1                                         |                                             | 4-2                                         | 4-2                                         | 1-5                                         | 1-5                                         |
| Division            | 8-2                                         | 8-2                                         | Division                                    | 5-7                                         | 5-7                                         | 5-7                                         | 5-7                                         |
| Division Sud-Est    | Division Sud-Est                            | Division Sud-Est                            | Division Sud-Ouest                          | Division Sud-Ouest                          | Division Sud-Ouest                          | Division Sud-Ouest                          | Division Sud-Ouest                          |
| Équipe              | Domicile                                    | Extérieur                                   | Équipe                                      | Domicile                                    | Domicile                                    | Extérieur                                   | Extérieur                                   |
| Atlanta             | 108-124                                     | 111-117                                     | Dallas                                      | 103-133                                     |                                             | 147-116                                     | 132-134                                     |
| Charlotte           | 130-121                                     | 100-102                                     | Houston                                     | 125-109                                     |                                             | 108-94                                      | 113-87                                      |
| Miami               | 120-112 (OT)                                | 109-116                                     | Memphis                                     | 113-101                                     |                                             | 116-103                                     | 103-111                                     |
| Orlando             | 111-105                                     | 120-124                                     | New Orleans                                 | 125-122                                     |                                             | 123-108                                     | 103-108                                     |
| Washington          | 107-110                                     | 114-118                                     | San Antonio                                 | 121-99                                      |                                             | 100-105                                     | 114-91                                      |
|                     | 3-2                                         | 0-5                                         |                                             | 4-1                                         | 4-1                                         | 6-4                                         | 6-4                                         |
| Division            | 3-7                                         | 3-7                                         | Division                                    | 10-5                                        | 10-5                                        | 10-5                                        | 10-5                                        |
| Conférence          | 14-16 (Domicile : 7-7; Extérieur : 7-9)     | 14-16 (Domicile : 7-7; Extérieur : 7-9)     | Conférence                                  | 25-17 (Domicile : 17-4; Extérieur : 8-13)   | 25-17 (Domicile : 17-4; Extérieur : 8-13)   | 25-17 (Domicile : 17-4; Extérieur : 8-13)   | 25-17 (Domicile : 17-4; Extérieur : 8-13)   |
| Total               | 39-33 (Domicile : 24-11; Extérieur : 15-22) | 39-33 (Domicile : 24-11; Extérieur : 15-22) | 39-33 (Domicile : 24-11; Extérieur : 15-22) | 39-33 (Domicile : 24-11; Extérieur : 15-22) | 39-33 (Domicile : 24-11; Extérieur : 15-22) | 39-33 (Domicile : 24-11; Extérieur : 15-22) | 39-33 (Domicile : 24-11; Extérieur : 15-22) |

## Classements
| Conférence Ouest | Conférence Ouest                    | Conférence Ouest | Conférence Ouest | Conférence Ouest | Conférence Ouest | Conférence Ouest | Conférence Ouest |
| No               | Franchise                           | Vic.             | Def.             | MJ               | V/D              | GB               |                  |
| ---------------- | ----------------------------------- | ---------------- | ---------------- | ---------------- | ---------------- | ---------------- | ---------------- |
| 1                | z - Jazz de l'Utah*                 | 52               | 20               | 72               | .722             | –                |                  |
| 2                | y - Suns de Phoenix*                | 51               | 21               | 72               | .708             | 1                |                  |
| 3                | x - Nuggets de Denver               | 47               | 25               | 72               | .653             | 5                |                  |
| 4                | x - Clippers de Los Angeles         | 47               | 25               | 72               | .653             | 5                |                  |
| 5                | y - Mavericks de Dallas*            | 42               | 30               | 72               | .583             | 10               |                  |
| 6                | x - Trail Blazers de Portland       | 42               | 30               | 72               | .583             | 10               |                  |
|                  |                                     |                  |                  |                  |                  |                  |                  |
| 7                | x - Lakers de Los Angeles           | 42               | 30               | 72               | .583             | 10               |                  |
| 8                | x - Grizzlies de Memphis            | 38               | 34               | 72               | .528             | 14               |                  |
| 9                | o - Warriors de Golden State        | 39               | 33               | 72               | .542             | 13               |                  |
| 10               | o - Spurs de San Antonio            | 33               | 39               | 72               | .458             | 19               |                  |
|                  |                                     |                  |                  |                  |                  |                  |                  |
| 11               | o - Pelicans de La Nouvelle-Orléans | 31               | 41               | 72               | .431             | 21               |                  |
| 12               | o - Kings de Sacramento             | 31               | 41               | 72               | .431             | 21               |                  |
| 13               | o - Timberwolves du Minnesota       | 23               | 49               | 72               | .319             | 29               |                  |
| 14               | o - Thunder d'Oklahoma City         | 22               | 50               | 72               | .306             | 30               |                  |
| 15               | o - Rockets de Houston              | 17               | 55               | 72               | .236             | 35               |                  |

| Division Pacifique           | V  | D  | MJ | V/D  | GB | Dom   | Ext   | Div |
| ---------------------------- | -- | -- | -- | ---- | -- | ----- | ----- | --- |
| y - Suns de Phoenix          | 51 | 21 | 72 | .708 | –  | 27–9  | 24–12 | 7–5 |
| x - Clippers de Los Angeles  | 47 | 25 | 72 | .653 | 4  | 26–10 | 21–15 | 9–3 |
| x - Lakers de Los Angeles    | 42 | 30 | 72 | .577 | 9  | 21–15 | 21–15 | 4–8 |
| o - Warriors de Golden State | 39 | 33 | 72 | .542 | 12 | 25–11 | 14–22 | 5–7 |
| o - Kings de Sacramento      | 31 | 41 | 72 | .431 | 20 | 16–20 | 15–21 | 5–7 |

## Effectif

### Effectif actuel
| Warriors de Golden State Effectif en fin de saison régulière   |    |                        |                       |                  |
| Entraîneur : Steve Kerr                                        |    |                        |                       |                  |
| Arrière / Ailier                                               | 26 | Drapeau des États-Unis | Kent Bazemore         | Old Dominion     |
| Ailier fort / Pivot                                            | 20 | Drapeau des États-Unis | Jordan Bell (TW)      | Oregon           |
| Meneur                                                         | 30 | Drapeau des États-Unis | Stephen Curry (C)     | Davidson         |
| Ailier fort                                                    | 23 | Drapeau des États-Unis | Draymond Green        | Michigan State   |
| Arrière / Ailier                                               | 1  | Drapeau des États-Unis | Damion Lee            | Louisville       |
| Ailier fort / Pivot                                            | 5  | Drapeau des États-Unis | Kevon Looney          | UCLA             |
| Meneur                                                         | 2  | /                      | Nico Mannion (R) (TW) | Arizona          |
| Arrière                                                        | 15 | Drapeau du Canada      | Mychal Mulder         | Kentucky         |
| Ailier                                                         | 12 | Drapeau des États-Unis | Kelly Oubre           | Kansas           |
| Ailier fort                                                    | 7  | Drapeau des États-Unis | Eric Paschall         | Villanova        |
| Meneur / Arrière                                               | 0  | Drapeau des États-Unis | Gary Payton II        | Oregon State     |
| Meneur / Arrière                                               | 3  | Drapeau des États-Unis | Jordan Poole          | Michigan         |
| Ailier fort / Pivot                                            | 6  | Drapeau de la Serbie   | Alen Smailagić        | KK Beko          |
| Arrière                                                        | 11 | Drapeau des États-Unis | Klay Thompson         | Washington State |
| Arrière / Ailier                                               | 95 | /                      | Juan Toscano-Anderson | Marquette        |
| Ailier                                                         | 22 | Drapeau du Canada      | Andrew Wiggins        | Kansas           |
| Pivot                                                          | 33 | Drapeau des États-Unis | James Wiseman (R)     | Memphis          |
| (C) - Capitaine, (R) - Rookie, (TW) - Two-way contract, Blessé |    |                        |                       |                  |